# 约安·奥罗
约安·奥罗（1923年10月26日—2004年9月2日）是一位西班牙生物化学家，巴塞罗那大学教授，主要的研究方向为生命起源，获得过奥巴林奖章，参与过NASA的阿波罗计划。